# Lácares de Atenas
Lácares fue un demagogo y tirano de Atenas entre los siglos IV y III a. C.
Lácares fue uno de los líderes más influyentes de su ciudad natal, después de que la democracia había sido restablecida por Demetrio Poliorcetes. Fue posteriormente sobornado en secreto por Casandro, quien le incitó a hacerse tirano de la ciudad, con la esperanza de gobernar de nuevo Atenas a través de sus medios.
No parece, sin embargo, que alcanzara ese propósito, debido a que Atenas fue sitiada por Demetrio (296 a. C.) Entonces aprovechó los clamores del pueblo contra el jefe local Demócares, que fue expulsado y Lácares logró el gobierno. Sabemos muy poco de cualquiera de las intrigas o de sus acciones después de haberse incorporado a la tiranía. Se le describe en términos generales por Pausanias, como "de todos los tiranos el más inhumano para con los hombres, y el más sacrílego hacia los dioses". Saqueó los templos, en especial el Partenón, donde incluso privó a la estatua de Atenea de sus ornamentos de oro.
Desde el primer momento de su gobierno prohibió por decreto, bajo pena de muerte, pronunciar el nombre de Demetrio Poliorcetes y tuvo éxito en inducir u obligar a los atenienses a resistir el asedio, hasta que el hambre asoló la ciudad. Perdió la esperanza de hacerlo por más tiempo, y huyó a Beocia. 
El historiador Polieno cuenta una serie de historias sobre las huidas afortunadas del tirano, que aparecen casi como un tópico literario. Lácares huyó de Atenas, robó una pequeña cantidad de oro y lo ocultó en una cesta cubierta con estiércol. Vestido como un esclavo, con el rostro ennegrecido, se deslizó a través de una puerta de menor importancia de la casa donde vivía para huir de la ciudad. Perseguido por un escuadrón de caballería rápida, esparció algunas monedas de oro en el camino para frenar a sus perseguidores, que le permitió llegar a Tebas. Cuando Demetrio Poliorcetes tomó esa ciudad, Lácares se ocultó en las alcantarillas, sólo para salir por la noche después de unos días y huir a Delfos. De allí se dirigió al rey Lisímaco de Tracia, pero se percató de que allí estaba una vez más en peligro de caer en manos de su enemigo y se dirigió hacia el Helesponto. Entonces Demetrio I de Macedonia sitió la ciudad de Sesto en la que se encontraba Lácares. Una vez más, Lácares permaneció durante varios días en un pozo, con sólo disposiciones suficientes para mantenerse, y esta vez se escapó durante una procesión funeraria disfrazado de mujer de luto que llevaba, un vestido y un velo negro sobre su cabeza. De Sesto huyó a Lisimaquia. 
Por último se habla de él hacia el 279 a. C., cuando hizo frente a una rebelión dirigida por Apolodoro y Eubulo. 
Pausanias afirma que Lácares fue asesinado por algunos hombres de Coronea por la riqueza que se supone que había acumulado. El geógrafo no da ninguna fecha para su muerte, lo que deja varias posibilidades: o bien murió mucho antes de lo que Polieno cree, o Pausanias se equivoca, o Lacares más tarde regresó al sur, para cumplir con su destino en Beocia muchos años después de su tiranía.